# Sauron
Sauron Gorthaur je izmišljen lik iz Srednjega sveta Tolkienove mitologije. Sauron je majar in drugi Temni gospodar, ki je bil sprva Melkorjev pomočnik, kasneje pa je nadaljeval njegova prizadevanja. On je ustvaril Edini Prstan in poselil Mordor. Sauron je s tem, ko je poveljeval Mordorju, prekršil majarske oz. vilinske zakone, kajti majarji ne bi smeli vladati nobenemu kraljestvu. V vojni za prstan si je podredil Sarumana, ki je bil na začetku eden od Melkorjevih poveljnikov .